# 第一吉田丸
第一吉田丸（だいいちよしだまる）は、1919年（大正8年）に浅野造船所で竣工し、山下汽船が保有して運航した貨物船。太平洋戦争では日本陸軍により徴用され、1944年（昭和19年）に竹一船団へ加入中にアメリカ海軍潜水艦により撃沈され、2500人以上の死者を出した。

## 建造
本船は、第一次世界大戦の船舶特需の中で、創業間もない浅野造船所（横浜市鶴見）において建造された。浅野造船所内でB型船と呼ばれた載貨重量トン数8500トン級貨物船の1隻で、基本的なスタイルは当時の貨物船に一般的な三島型（船首楼・中央楼・船尾楼を有する船体）で船体中央に船橋と煙突1本を配置し、主機は神戸製鋼所製の三連成レシプロ機関 、主缶は石川島造船所製の石炭焚ボイラーを搭載した。
このB型船の設計は、当時の浅野造船所がA型船と呼んだ「白鹿丸」を一番船とする大型貨物船（11500載貨重量トン級）より若干小規模で、A型船が軍事輸送に好適な船型として輸出されたのに対して、B型船は一般船会社に好評であった。そのため、浅野造船所で4年間に本船を含め同型船23隻、浦賀船渠でも同型船「香洋丸」が次々建造された。ただし、同型船の建造中に第一次世界大戦が終結して船舶需要が激減、海運・造船業界が不況となったため、浅野造船所製24隻目「寿洋丸」は建造が滞って完成まで5年5ヶ月の長期を要したほか、余剰在庫となってしまった船が多く出て同型船のうち10隻は浅野造船所の関連会社である東洋汽船に引き取られた。余剰在庫船の運用を目的とする国際汽船に引き取られた同型船も多い。

## 運用
竣工した本船は、山下汽船が船主となって運航した。山下汽船は他の日本の船会社と異なって社船をあまり長期保有しない傾向があり、例えば1903年（明治36年）から1933年（昭和8年）までの間に取得した社船51隻中27隻を在籍期間5年以下で放出しているが、本船は24年3ヶ月の長期間に渡って山下汽船で保持された。
太平洋戦争時に本船は日本陸軍により徴用され、軍隊輸送船となった。そして、1944年（昭和19年）4月、中国大陸からハルマヘラ島に守備隊を増強する重要船団の竹一船団に加えられ、第32師団歩兵第210連隊主力など約3500人を乗船させた。しかし、同年4月26日午前3時45分、上海から経由地のマニラへ向けて航行中、ルソン島沖北緯18度06分 東経119度40分 / 北緯18.100度 東経119.667度付近でアメリカ海軍潜水艦「ジャック」の襲撃により魚雷2本が命中してまもなく沈没した。その際、輸送中の歩兵第210連隊長の小池安正大佐以下2586人が戦死した。大内健二によると船員・船舶砲兵を含めた死者数は2651人に上り、太平洋戦争中の日本輸送船としては9番目に多い。